# Corymeta
Corymeta is een geslacht van rechtvleugeligen uit de familie sabelsprinkhanen (Tettigoniidae). De wetenschappelijke naam van dit geslacht is voor het eerst geldig gepubliceerd in 1878 door Brunner von Wattenwyl.

## Soorten
Het geslacht Corymeta  is monotypisch en omvat slechts de volgende soort:
- Corymeta amplectens (Schaum, 1853)